# 謝德爾采省
謝德爾采省（województwo siedleckie）是波蘭歷史上的一個省，始於1975年。1999年1月1日被併入馬佐夫舍省和盧布林省。
1998年面積8,499平方公里。人口661,400人。首府謝德爾采。